# Uitmaling
De uitmaling is het meel dat na het malen van de graankorrel ontstaat. Volkorenmeel is meel van de hele korrel en heeft een uitmalingspercentage dicht tegen de 100 %. Volkorentarwemeel bestaat uit ongeveer 80 % bloem, 17 % zemelen en 3% kiempjes.
Het uitmalingspercentage is een maat voor de kwaliteit van de bloem. Hoe hoger het uitmalingspercentage des te lager is de kwaliteit van de bloem, omdat steeds meer zemeldelen mee gemalen worden. Stukjes zemel zorgen ervoor dat het deeg slecht rijst, omdat die de luchtbelletjes in het deeg stuk prikken. De kwaliteit wordt gemeten door bepaling van het asgehalte of aswaarde (frans:« taux de cendre »). Het asgehalte is dat deel van het meel of de bloem dat overblijft na  volledige verbranding. Hoe hoger het asgehalte des te meer van de zemelen zijn meegemalen.
In een meelfabriek wordt het graan na verwijdering van de kiempjes door opeenvolgende walsenstoelen gemalen. De bloem van de eerste walsenstoel heeft de hoogste kwaliteit. De tarwebloem van de eerste walsenstoel wordt in het Nederlands aangeduid met patentbloem, in het Italiaans aangeduid met Farina 00, in het Duits met Type 405 en in het Frans Type 45. Het Duitse Type 405 bestaat uit 50–60 % uitmaling met een asgehalte lager dan 0,5 % en het Franse Type 45 60 – 70 % uitmaling met een asgehalte ook lager dan 0,5 %.
Samenstelling van de tarwekorrel in procenten:
| Parameter                | Volkorenmeel | Zemelen (vruchtwand, zaadhuid, aleuronlaag) | Meellichaam (endosperm) | Kiempje |
| ------------------------ | ------------ | ------------------------------------------- | ----------------------- | ------- |
| Aandeel aan volkorenmeel | 100          | 17                                          | 80                      | 3       |
| Zetmeel/koolhydraten     | 82           | 61                                          | 88                      | 56      |
| Proteïne (eiwit)         | 12           | 11                                          | 10                      | 26      |
| Vet                      | 2            | 5                                           | 1                       | 10      |
| Ballaststoffen           | 2            | 14                                          | 0,5                     | 3       |
| Mineraalstoffen          | 1,5          | 9                                           | 0,5                     | 5       |

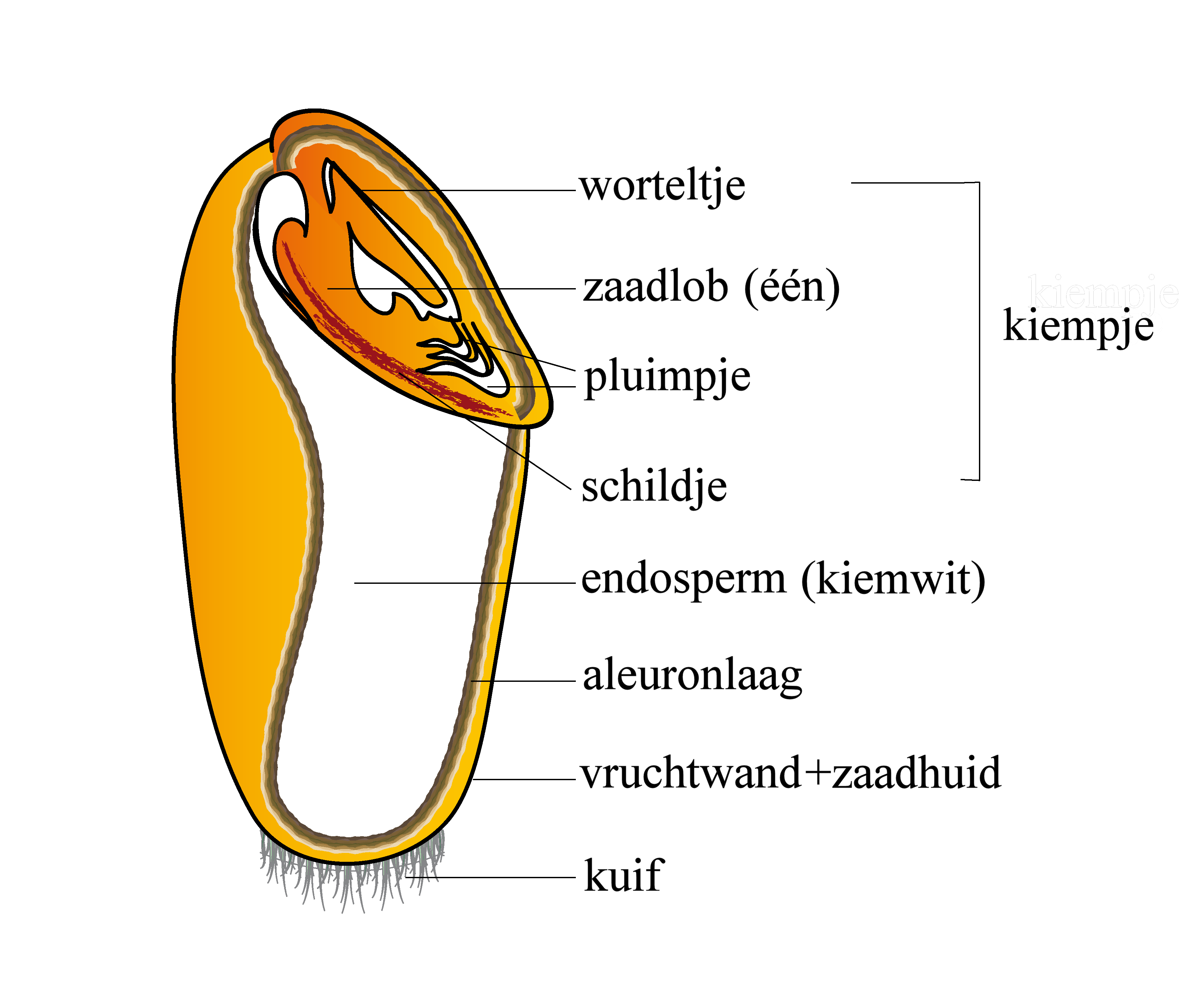
Tarwekorrel

In Frankrijk wordt de uitmalingsgraad aangegeven door de letter "T" (Teneur en minéraux) met een getal. Hoe lager het getal hoe fijner de meelsoort.
voor tarwe:
- T45: Zeer wit meel, voornamelijk gebruikt voor fijn gebak, koekjes en croissants. Het is vergelijkbaar met de Nederlandse patentbloem.
- T55: Standaard wit meel voor brood, stokbrood en andere bakproducten.
- T65: Meel voor witbrood, stokbrood en pizza, met iets meer vezels dan T55.
- T80: Meel voor bruinbrood, pizza en hartige taarten, bevat meer zemelen en vezels dan T65.
- T110: Meel voor bruinbrood (Farine de blé semi-complète)
- T150: Meel voor volkorenbrood, uitmalingsgraad 90-95% (Farine de blé complète intégrale)

voor rogge:
- T130: Meel voor donker brood
- T170: Meel voor volkorenbrood, uitmalingsgraad 95-100% (Farine de blé complète intégrale)